# Louis Gabaret
Pour les autres membres de la famille, voir famille Gabaret.
Louis Gabaret né le 26 décembre 1632 à Saint-Denis-d'Oléron et mort le 3 mars 1677 sur l'île Tobago est un officier de marine français du XVIIe siècle. Il sert dans la Marine royale pendant la guerre de Hollande, il est tué en mars 1677 à la bataille de Tabago.

## Biographie

### La famille Gabaret, une famille d'officiers de marine
Le lien entre les deux lignées de Gabaret n'est pas précisément établi. Les lettres d'anoblissement de Louis, natif de Saint-Denis, le désignent comme un cousin de Mathurin Gabaret, né à l'île de Ré, qui est en réalité son oncle. L'hypothèse communément admise fait coexister à la fin du XVIe siècle et au début du XVIIe siècle deux frères Gabaret installés, l'un, Mathurin, sur l'île de Ré, l'autre, Louis, sur l'île d'Oléron.
Le fils ainé de Mathurin est le premier des Gabaret à servir dans la marine royale. Mathurin II Gabaret (v. 1600-1671) est promu capitaine de vaisseau en 1636, chef d'escadre en 1663 et anobli en 1665. Son fils Jean est l'un des grands marins du règne de Louis XIV et finira lieutenant général, ses deux autres fils seront l'un capitaine de vaisseau, et l'autre, Nicolas, gouverneur de Saint-Domingue. Dans la génération suivante, Jules, fils de Jean atteindra le grade de capitaine de vaisseau en 1693.
Louis Gabaret est le fils de Pierre Gabaret, capitaine marchand à Saint-Denis d'Oléron. Dans les années 1620, son père épouse Renée Picard, qui donnera le jour à six enfants, dont Louis, né le 26 décembre 1632.

## Carrière dans la Marine royale

### Débuts sous les ordres de son oncle (1646-1653)
Il servit dès 1646-1647 dans l'équipage du Saint-Jean, commandé par son parent, Mathurin II Gabaret, corsaire et officier de la marine royale. La France est alors en guerre contre les Habsbourg d'Autriche et d'Espagne. Le Saint-Jean fait partie d'une flotte envoyée à l'aide aux Napolitains, révoltés contre le Roi d'Espagne, dont les vaisseaux sont en baie de Naples. Au cours de la bataille, il met hors de combat trois vaisseaux ennemis. Pendant plusieurs années encore, le jeune Louis peut profiter des conseils de son oncle Mathurin, avec qui il participe au bombardement des fortifications de Salerne près de Naples, en 1648. Sous les ordres de ce dernier, en qualité d'enseigne, il prend part à une campagne au Canada et aux Antilles (1650-1652). Ils servent ensemble en 1653 au blocus de Bordeaux en Gironde, plusieurs fois révoltée pendant les troubles de la Fronde, à bord du Phénix lorsque son oncle est blessé.

### Guerre de course et la Compagnie des Indes (1653-1665)
Entre 1653 et 1657, il est lieutenant dans les Antilles sur un navire corsaire français, chassant des proies espagnoles. En 1657, à l'issue de cette campagne de course, il s'embarque à bord Le François en Méditerranée, commandée par Mathurin Gabaret. La paix ayant été signée avec les Espagnols, alors qu'ils se trouvent séparés de leur escadre, ils attaquent deux vaisseaux turcs et coulent l'un d'entre eux. Il est lieutenant sur Le Terron en 1662.
Après avoir effectué deux campagnes en Méditerranée, il part en 1664 sur la flûte La Marie pour Cayenne amener 250 colons, des munitions et des vivres destinés à la Compagnie des Indes occidentales.

### Service dans la Marine royale
Le 31 mars 1665 il est confirmé dans son grade de lieutenant de vaisseau. Le 5 septembre 1666, au début de la guerre de Dévolution, il obtient une commission de capitaine de vaisseau.
Il dirige en 1666 la frégate La Diligente et se trouve dans la flotte sous le commandement du duc de Beaufort. En 1668, capitaine de La Vierge il est envoyé à Amsterdam afin de surveiller la construction de navires, commandés aux chantiers navals de la ville par Colbert pour le compte du Roi. Peut-être est-ce à bord d'un de ces vaisseaux neufs qu'il croise sur la mer Baltique en 1669. Les deux années qui suivent sont relativement paisibles pour Louis Gabaret, il réside à Rochefort dont il est nommé capitaine du port en 1671.
En 1670, il commande une petite escadre de la marine royale aux Antilles. Il reçoit alors l'ordre du gouverneur général, M. de Baas, d'aller à Saint-Domingue pour aider à mater les habitants révoltés (1670). Arrivé à l'île de la Tortue après un long délai (février 1671), il prend le gouverneur Ogeron à son bord : ensemble ils se rendent à Léogâne où les habitants persistent à ne pas reconnaître la Compagnie, puis au Petit-Goâve qu'ils attaquent; les cases du bourg sont brûlées et les habitants se réfugient dans les bois.

#### Guerre de Hollande (1672-1678)
Campagne de Flandres (1672-1673)

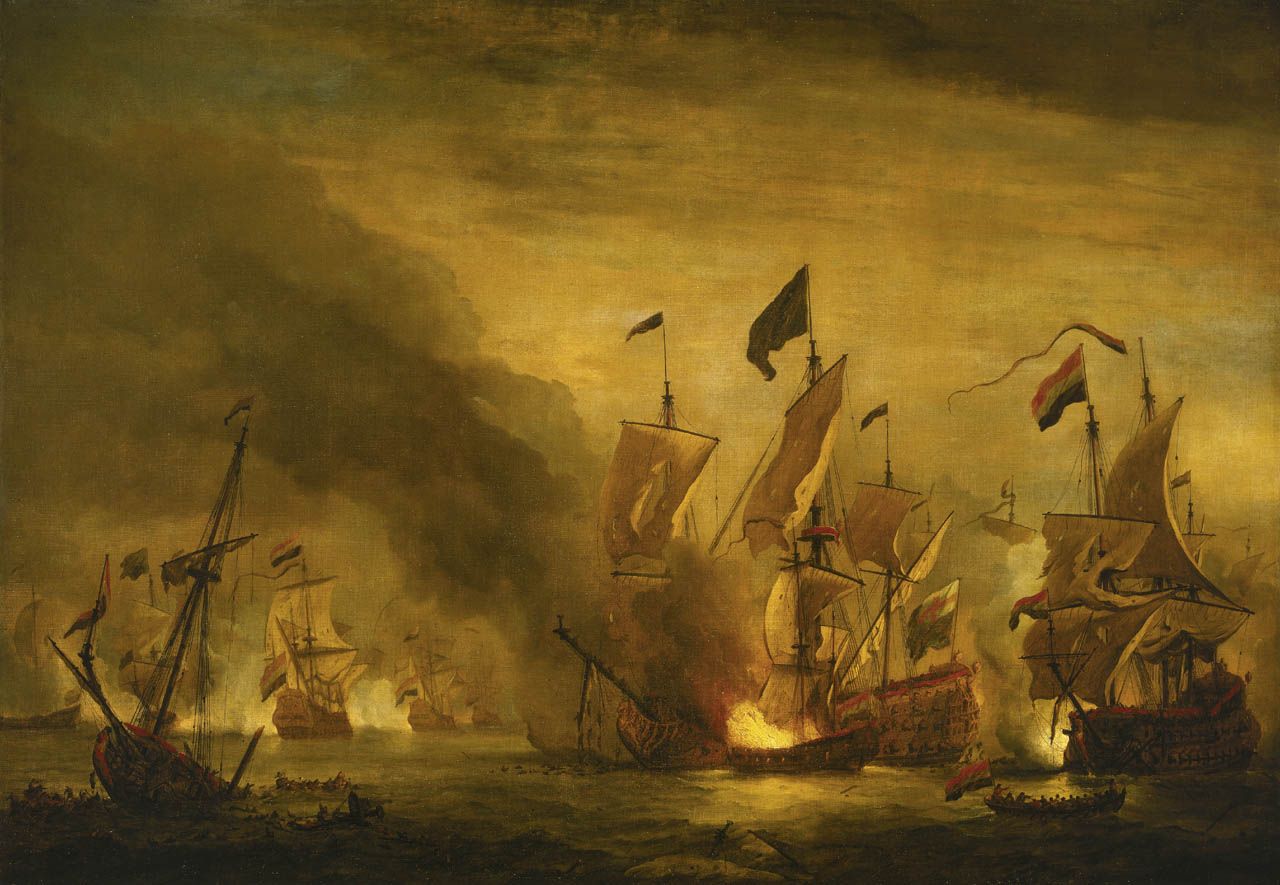
Le bombardement du Royal James à la bataille de Solebay, le 28 mai 1672, par Willem van de Velde le jeune.

En 1672 commencent les opérations menées contre les Hollandais, avec le soutien initial de l'Angleterre. Partie de Rochefort, une armée navale commandée par le comte d'Estrées vient se joindre aux Anglais près de Douvres. Dans cette flotte, Jean Gabaret, le fils de Mathurin, commande Le Foudroyant, et son cousin Louis, Le Saint-Philippe. Le 7 juin, à la bataille de Solebay, il soutient un combat de douze heures au cours duquel il perd cinquante hommes. Les affrontements reprennent l'année suivante. Il est cette fois commandant de L'Aquilon. Le 7 juin 1673, un an jour pour jour après Solebay, il est à la première bataille de Schooneveld, au cours de laquelle il perd à nouveau cinquante-cinq hommes tués ou blessés. Lors de la seconde bataille de Schooneveld et de la bataille du Texel, deux combats qui ont lieu dans les semaines et les mois qui suivent, il subit de nouvelles pertes.
Durant la campagne de Flandres de 1672-1673, il est de toutes les batailles et s’y distingue à chaque fois. En récompense, le roi Louis XIV qui accompagne les armées au siège de Maastricht signe de sa main les lettres patentes lui accordant la noblesse en juin 1673, en même temps que Jean Gabaret est fait chef d'escadre.
Au début de 1676, le comte d'Estrées obtient de diriger une expédition dans les Antilles contre les colonies hollandaises. Entre-temps, Louis Gabaret sert en mer Méditerranée sous les ordres d'Abraham Duquesne pendant la « campagne de Sicile » contre la flotte de l'amiral de Ruyter. Le 8 janvier 1676, il commande l'arrière-garde de la flotte française à la bataille du Stromboli à bord du Sans-Pareil, 70 canons. Le 11 avril, il est à la bataille d'Agosta, au cours de laquelle Ruyter est tué, et à la bataille de Palerme le 2 juin, dernière victoire qui donne à la flotte française la maitrise de la Méditerranée.
La flotte de D'Estrées part finalement de Brest le 6 octobre, avec une escadre de six vaisseaux. Louis Gabaret est l'un de ses capitaines, il commande L'Intrépide. Il participe à la reprise de Cayenne sur les Hollandais (décembre 1676). D'Estrées conduit sa flotte vers la Martinique où il apprend que les Hollandais rassemblent leurs forces à Tobago et décide d'aller les affronter.
Bataille de Tabago (3 mars 1677)

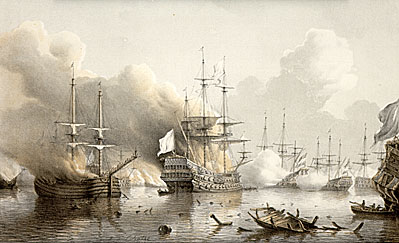
La Bataille de Tabago, 3 mars 1677

Après une longue phase d'observation, la décision est prise, le 20 février, d'attaquer simultanément par terre et par mer. Des troupes sont débarquées, l'escadre se porte vers la rade dans laquelle les Hollandais ont mis leurs navires au mouillage, en arc de cercle. Mais L'Intrépide de Gabaret touche un rocher, et par peur des hauts-fonds les plans sont modifiés.
Le 3 mai, l'attaque est reprise. La division entre dans la rade. Un navire français, Le Glorieux, aborde le Truininger. Le feu prend à bord de ce vaisseau qui saute. Le Glorieux s'enflamme à son tour. Pendant le combat, sur L'Intrépide, Louis Gabaret résiste à trois blessures, mais une quatrième l'abat. L'incendie se propage à son navire qui est réduit en cendres, comme Le Glorieux et Le Marquis. Six vaisseaux hollandais sont incendiés. L'attaque terrestre échoue, la moitié de la flotte est décimée, les Français se retirent.

## Mariage et descendance
Il épouse en 1667 Louise Auboyneau, de cette union naissent trois enfants : 
- Louis Gabaret (1669-1706) mort devant la Havane en tant que capitaine de vaisseau ;
- Louise Gabaret, mariée à Alexandre-René Morel d'Aubigny (1669-1705), elle est la mère du vice-amiral le comte d’Aubigny ;
- Pierre Gabaret (v. 1674/75-1744) qui sera chef d'escadre en 1736.

### Sources et bibliographie
- Jean Bodiou, Au Berceau Des Guillotin sur Google Livres, pages 47 et suivantes
- Michel Vergé-Franceschi, Les Officiers généraux de la Marine Royale, Librairie de l'Inde, 1990, p. 202 à 214
- Jean Meyer et Martine Acerra, Histoire de la marine française : des origines à nos jours, Rennes, Ouest-France, 1994, 427 p. [détail de l’édition] (ISBN 2-7373-1129-2, BNF 35734655)
- Michel Vergé-Franceschi (dir.), Dictionnaire d'Histoire maritime, éditions Robert Laffont, coll. « Bouquins », 2002
- Gilbert Buti (dir.) et Philippe Hrodej (dir.), Dictionnaire des corsaires et des pirates, Paris, CNRS éd, 2013, 989 p. (ISBN 978-2-271-08060-8 et 978-2-271-06808-8).